# باول جرهارد
باول جرهارد (بالألمانية: Paul Gerhardt) شاعر ألماني ولد عام 1607 في جرافينهينيشن في ولاية سكسونيا ومات عام 1676 في لوبن. كان باول جرهارد ابناً لعمدة المدينة. ودرس علوم الدين في فيتنبرج. ثم أصبح في عام 1651 قسيساً في مدينة منتفالده. وفي عام 1657 أصبح شماساً في كنيسة نيكولاي بمدينة برلين. وفي عام 1666 أُعفي من عمله لأنه لم يوافق على توقيع مرسوم الأمير الذي حرم على الناس الاعتراف بوجود اختلاف في تعاليم الدين بين اللوثريين والمصلحين. وفي عام 1669 أصبح كبير الشماسين في مدينة لوبن.

## أعماله
- تبتلات دينيه «Geistliche Andachten» (أغانٍ كنسية 1666 - 1667)

## روابط خارجية
- باول جرهارد على موقع ميوزك برينز (الإنجليزية)
- باول جرهارد على موقع ديسكوغز (الإنجليزية)